# Гимназија „Светозар Марковић” Нови Сад
Гимназија „Светозар Марковић“ је једна од четири гимназије у Новом Саду. Носи назив једног од од најзначајнијих српских публициста, социјалиста и политичара 19. века, Светозара Марковића. Гимназија „Светозар Марковић“ је гимназија општег смера. Школу похађа 1.103 ученика, који су распоређени у 36 одељења. Настава се изводи на српском и мађарском језику.

## Историја

### Зачетак Гимназије
Историјат Гимназије „Светозар Марковић“ нераскидиво је повезан са осталим новосадским гимназијама.
Три гимназије отворене су 28. фебруара 1945. године: Мушка реална гимназија (смештена у згради „Платонеума“); Женска реална гимназија која је отпочела са радом у згради бивше Српске грађанске школе (мушке и женске) у Његошевој 22, а одмах преко пута у Његошевој 9 у зграду католичког самостана „Клостер“ (данашња Основна и Средња музичка школа „Исидор Бајић“), где је једно време радила Мађарска грађанска школа уселила се Мешовита реална гимназија. У Футошкој улици (у згради данашње Електротехничке школе „Михајло Пупин“) радила је још и Гимназија „Ђуро Даничић“ на српском наставном језику и „Пап Павле“ на мађарском наставном језику, које су од 1957. године обједињене под једним именом „Моша Пијаде“.
Како је прокламовано начело одвојености цркве од државе и пошто је црква постала само једна од друштвених организација, а исповедање вере приватна ствар, школска настава постаје световна, заснована на научним основама, без религиозних примеса и утицаја.
Након ослобођења свих места у Војводини и укидања Војне управе, започела је нова етапа у развоју васпитања и образовања, чије су основе осмишљене још у току НОР-а и револуције и протезаће се углавном до 1957. године. Овај наредни период је имао разнолике фазе све до прве велике школске реформе почетком шездесетих година. Сам почетак карактерише експанзија и тежња да што више грађана стекне образовање. Тако је било и у Новом Саду, и у Вишој мешовитој гимназији, где је тих првих година након ослобођења у својих осам разреда имала више од хиљаду ученика.

### Реформе и добијање назива
Ускоро је уследило пресељавање, изналажење нових, већих и прикладнијих просторија. Мешовита гимназија се сели 30. јуна 1945. из „Клостера“ у зграду Српске велике православне гимназије (данашња Гимназија „Јован Јовановић Змај“), из које је коначно отишла бугарска војска, а Мушка се из „Платонеума“ преселила у Улицу ЈНА бр. 77 (зграда данашње Електротехничке школе).
Статус „реалки“ изгубиле су гимназије 1948. године. Мушка је доследно остала „мушка“ до 1950, али је Мешовита 1949. године постала Потпуна мешовита гимназија. Обе су 1951. постале Више мешовите гимназије јер су Мушка и Женска гимназија спојене. Ускоро су обе, и Прва и Друга мешовита гимназија пресељене у стару гимназијску зграду код Саборне цркве.
Године 1952. уследила је нова реорганизација. Те године су из свих гимназија издвојени нижи разреди (од првог до четвртог) и припојени основним школама, тако да су гимназије постале више средње четворогодишње школе.
Исте те године формиране су Прва виша мешовита гимназија „Светозар Марковић“ и Друга виша мешовита гимназија „Јован Јовановић Змај“. Овим потезом се, између осталог, постигло и то да је већина главних предмета у гимназији била стручно заступљена. Школску 1952./53. годину уписало је 112 ученика у Првој вишој мешовитој гимназији „Светозар Марковић“, који су били подељени у три одељења. Први директор је био Новак Радовић.
Године 1960. НР Србија се определила за увођење двосмерних гимназија - уведен је природно-математички и друштвено-језички смер. У школској 1959./60. години дошло је до спајања гимназија „Светозар Марковић“ и „Јован Јовановић Змај“ у једну школу, коју је те школске године похађало 787 ученика.

### Прво реоснивање Гимназије
Гимназија „Светозар Марковић“ поново је основана 1963. године. Са радом је почела у згради тадашње Електротехничке школе код зграде Поште. Електротехничка школа заузимала је приземље и први спрат, а Гимназија други спрат.
Припреме за рад вршене су у Гимназији „Јован Јовановић Змај“ и Гимназији „Моша Пијаде“. У Гимназији „Јован Јовановић Змај“ претходне 1962./63. године радила су два одељења другог разреда (једно друштвено-језичког и друго природно-математичког смера) и четири одељења првог разреда, припремана да пређу у нову Гимназију. Та одељења чак нису радила у згради „Змај Јовине“ гимназије него у згради Основне школе „Ђорђе Натошевић“. Један број професора прешао је из Гимназије „Ј. Јовановић Змај“ и Гимназије „Моша Пијаде“.
Након 1966. године Гимназија „Светозар Марковић“ званично је изабрана од стране републичког Завода за основно образовање и образовање наставника за „експерименталну“, у којој ће бити спроведене Тезе програма о васпитном раду ученика.
Од 1971. године гимназија се налази у згради у којој је данас смештена. Година 1970их у школи се предавало по програму заједничког средњег образовања. Овакав тип наставе је трајао до 1983. године.

### Реорганизација и промена намене
Године 1983. Гимназија је реорганизована и мења име у Педагошка академија ООУР средња школа „Светозар Марковић“, од када се поред заједничких основа уводи и усмерење просветне струке. Школа је регистрована као Радна организација Педагошка академија са два ООУР-а: ООУР Средња школа „Светозар Марковић“ и Виша школа „Моша Пијаде“. 1985./86. уписана је прва генерација просветне струке чије је стручно образовање трајало четири године. Настава је организована на српскохрватском и мађарском наставном језику.

### Друго реоснивање
Гимназија „Светозар Марковић“ је поново основана 1990. године као гимназија општег типа.

## Хронологија и називи школе
- Од 1952. године Прва виша мешовита гимназија добија назив Прва виша мешовита гимназија „Светозар Марковић“
- Од 1960. године долази до спајања Прве више мешовите гимназије „Светозар Марковић“ и Друге више мешовите гимназије „Јован Јовановић Змај“ у Гимназију „Јован Јовановић Змај“
- Од 1963. године се Гимназија „Светозар Марковић“ издваја из Гимназије „Јован Јовановић Змај“
- Од 1971. године Гимназија се сели у Његошеву 22, где остаје до данашњих дана
- Од 1983. године Гимназија је реорганизована и постаје Педагошка академија, са два огранка - Средња школа „Светозар Марковић“ и Виша школа „Моша Пијаде“
- Од 1990. године Гимназија „Светозар Марковић“ је поново основана, као гимназија општег типа
- Од 1996. године Гимназија је проширена, додата је зграда на Телепу, ул. Лазе Лазаревића 1
- Од 1997. године оснива се Гимназија „Лаза Костић“, коју чине одељења Гимназије „Светозар Марковић“ која су похађала наставу у згради на Телепу, где се новоотворена гимназија и данас налази

## Директори гимназије
- Светозар Грујић, 1963–1964
- Милан Вранић, 1964–1971
- Богдан Влајковић, 1972–1978
- Бранислав Ћеранић, 1979–1983
- Душанка Сивачки, 1983–1990
- Радомир Маровић, 1990–2001
- Олга Крстић–Шешеља, 2001–2006
- др Татјана Вукадиновић, 2006–

## Ваннаставне активности
- новинарска секција
- информатичко-рачунарска секција
- преводилачка секција
- дебатна секција
- драмска секција
- хор
- спортска секција (кошарка, одбојка, стони-тенис)